# Bruno Tommasi
Bruno Tommasi (Montignoso, 14 gennaio 1930 – Viareggio, 17 settembre 2015) è stato un arcivescovo cattolico italiano.

## Biografia
Nacque a Montignoso, oggi in provincia di Massa-Carrara e diocesi di Massa Carrara-Pontremoli, il 14 gennaio 1930.

### Formazione e ministero sacerdotale
Compì gli studi nel seminario arcivescovile di Lucca.
Il 6 luglio 1958 fu ordinato presbitero, nella cattedrale lucchese di San Martino, dall'arcivescovo di Lucca Antonio Torrini.
Ricoprì gli incarichi di direttore spirituale e poi di rettore del seminario di Lucca. Fu priore della parrocchia di Sant'Anna in Piaggia a Lucca, aiutato da monsignor Gianfranco Lazzareschi e monsignor Antonio Tigli, dal 1974 fino al 1983.
Il 1º aprile 1978 papa Paolo VI gli conferì il titolo onorifico di cappellano di Sua Santità.

### Ministero episcopale

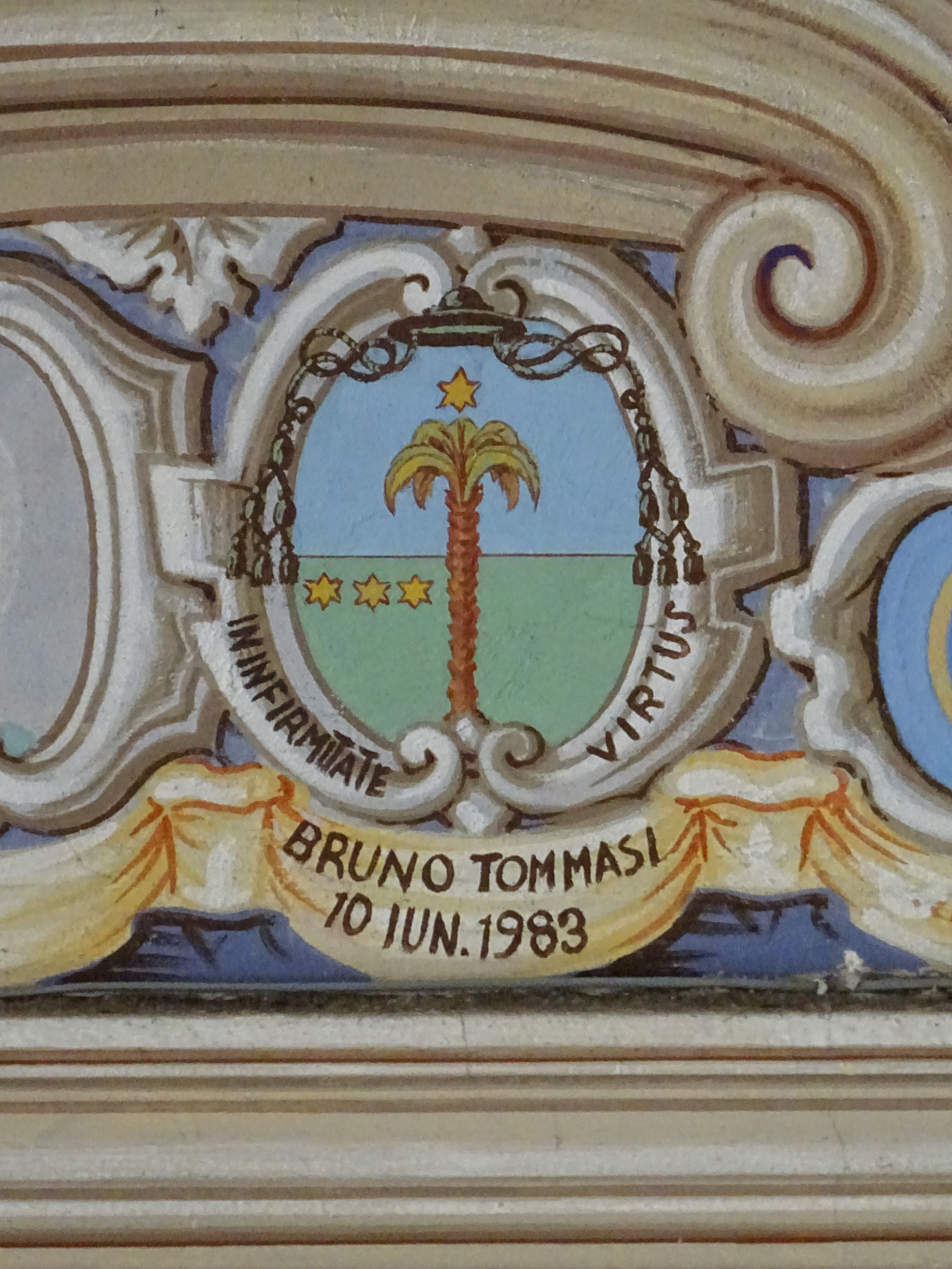
Stemma episcopale nel palazzo vescovile di Pontremoli

Il 10 giugno 1983 papa Giovanni Paolo II lo nominò vescovo di Pontremoli e vescovo coadiutore di Apuania. Il 12 luglio dello stesso anno, solennità del patrono San Paolino, ricevette l'ordinazione episcopale, nella cattedrale di Lucca, dal cardinale Paolo Bertoli, camerlengo di Santa Romana Chiesa, co-consacranti il vescovo Giuseppe Fenocchio, suo predecessore a Pontremoli, e l'arcivescovo di Lucca Giuliano Agresti.
Il 30 settembre 1986 la diocesi di Apuania mutò il proprio nome: diventò così vescovo coadiutore di Massa; di tale diocesi era anche amministratore apostolico sede plena dal 1985.
Il 23 febbraio 1988, in seguito all'unificazione delle diocesi di Massa e di Pontremoli, disposta dalla Congregazione per i vescovi, divenne primo vescovo della diocesi di Massa Carrara-Pontremoli.
Il 20 marzo 1991 papa Giovanni Paolo II lo nominò arcivescovo di Lucca; succedette a Giuliano Agresti, deceduto il 18 settembre 1990. Il 19 maggio prese possesso dell'arcidiocesi.
Il 26 maggio 1996 indisse il primo sinodo diocesano dopo il Concilio Vaticano II; l'8 dicembre 1998 promulgò il libro sinodale.
Il 22 gennaio 2005 papa Giovanni Paolo II accolse la sua rinuncia, presentata per raggiunti limiti di età, al governo pastorale dell'arcidiocesi di Lucca; gli succedette l'arcivescovo coadiutore Benvenuto Italo Castellani.
Morì a Viareggio il 17 settembre 2015, all'età di 85 anni, per complicazioni di un'improvvisa broncopolmonite. Dopo le esequie, celebrate il 21 settembre nella cattedrale di San Martino dall'arcivescovo Benvenuto Italo Castellani, fu sepolto nel cimitero urbano di Lucca. Ad un anno dalla sua scomparsa la salma fu traslata nella cattedrale.

## Genealogia episcopale e successione apostolica
La genealogia episcopale è:
- Cardinale Scipione Rebiba
- Cardinale Giulio Antonio Santori
- Cardinale Girolamo Bernerio, O.P.
- Arcivescovo Galeazzo Sanvitale
- Cardinale Ludovico Ludovisi
- Cardinale Luigi Caetani
- Cardinale Ulderico Carpegna
- Cardinale Paluzzo Paluzzi Altieri degli Albertoni
- Papa Benedetto XIII
- Papa Benedetto XIV
- Papa Clemente XIII
- Cardinale Marcantonio Colonna
- Cardinale Giacinto Sigismondo Gerdil, B.
- Cardinale Giulio Maria della Somaglia
- Cardinale Carlo Odescalchi, S.I.
- Cardinale Costantino Patrizi Naro
- Cardinale Lucido Maria Parocchi
- Papa Pio X
- Papa Benedetto XV
- Papa Pio XII
- Cardinale Eugène Tisserant
- Cardinale Paolo Bertoli
- Arcivescovo Bruno Tommasi

La successione apostolica è:
- Vescovo Mansueto Bianchi (2000)
- Vescovo Fausto Tardelli (2004)